# Mediolata robusta
Mediolata robusta är en spindeldjursart som beskrevs av Gonzalez 1965. Mediolata robusta ingår i släktet Mediolata och familjen Stigmaeidae. Inga underarter finns listade i Catalogue of Life.